# Hypnum roesei
Hypnum roesei là một loài Rêu trong họ Hypnaceae. Loài này được Schimp. mô tả khoa học đầu tiên năm 1856.